# 서효원 (아나운서)
서효원(1996년 3월 22일 ~ )은 대한민국의 캐스터 겸 아나운서이다.

## 학력
- 고려대학교 일어일문학, 경영학 (학사)

## 경력
- 2022 ~ 2023년 부산MBC 아나운서
- 2020년 G1방송 아나운서

## 과거 진행 프로그램
- 뉴스퍼레이드 강원
- G1 8 뉴스
- 서효원의 밤&
- G1 열린 TV 시청자 세상
- TV홈닥터 더 나은 클리닉(패널)
- MBC 뉴스데스크 부산
- 생방송 오늘 저녁, 부산입니다